# Kenneth Thomson
Kenneth Thomson (ur. 1 września 1923 w North Bay, zm. 12 czerwca 2006 w Toronto) – kanadyjski magnat prasowy, inwestor, właściciel imperium medialnego The Thomson Corporation (dzisiaj: Thomson Reuters), syn Roya Thomsona, najbogatszy obywatel Kanady.

## Fortuna dziedziczna
Kenneth Thomson przejmując majątek po śmierci ojca miał już 53 lata i dużo doświadczenia w biznesie. Urodzony w North Bay, nauki pobierał w elitarnym Upper Canada College w Toronto, a także na angielskim Cambridge University, gdzie otrzymał dyplomy z prawa i ekonomii. Był w wieku poborowym gdy wybuchła II wojna światowa, ale w odróżnieniu od ojca poszedł na front, aby służyć w lotnictwie, gdzie zresztą redagował frontowe pisemko.
Po wojnie uzupełniał wykształcenie i pracował w kwitnącym biznesie rodzinnym. Od 1970 do końca życia pozostał w Toronto. Z biegiem czasu imperium Thomsonów, pod ówczesną nazwą Thomson Organization, wycofało się z wydobywania ropy naftowej, a także z budowy sieci domów handlowych oraz z turystyki, skupiając wysiłki prawie wyłącznie na mediach lub informatyce.
W 1979 roku Thomsonowie przejęli jedną z najstarszych firm świata – Hudson’s Bay Company. W 1980 Kenneth wykupił prestiżowy, potężny kanadyjski dziennik The Globe And Mail (2 mln nakładu w tygodniu) i (na krótko) izraelski dziennik Jerusalem Post, odsprzedany później Conradowi Blackowi. Pieniądze uzyskane z odsprzedaży wielu nabytych wcześniej pism lokalnych inwestował w rozbudowę w Connecticut olbrzymiej firmy zajmującej się usługami w dziedzinie informacji finansowej. Dzisiaj jest to światowej skali kolos informatyczny.
W 1989 roku jego dwa wielkie koncerny Thomson Organization i Thomson Newspapers połączyły się w holdingowego giganta o nazwie The Thomson Corporation, gdzie rodzina założyciela zatrzymała 70% udziałów. Reszta też została w większości w kanadyjskich rękach. Korporacja notowana była na nowojorskiej giełdzie pod symbolem TOC.
Pod koniec życia Kenneth Thomson przekazał większość obowiązków najstarszemu z trojga dzieci, synowi Davidowi, ale nadal kierował holdingiem Woodbridge Co. Ltd., który posiadał pakiet kontrolny familijnego megabiznesu i 40 proc. akcji Bell Globemedia (dzisiaj: CTVglobemedia).
Jego ojciec Roy, aby móc przyjąć zaszczytny tytuł angielskiego barona (z prawem zasiadania w Izbie Lordów), musiał przyjąć obywatelstwo angielskie, przez co rząd Kanady pozbawił go kanadyjskiego. Przed śmiercią wymusił na synu obietnicę, że odziedziczy tytuł barona, ale tylko wtedy, jeżeli nie przeniesie głównej kwatery firmy z Londynu. Kenneth częściowo dochował obietnicy. Wprawdzie nie utrzymał kwatery głównej firmy w Londynie (powstały dwie: w amerykańskim Stamford i w Toronto) ale używał tytułu szlacheckiego wyłącznie na terenie Anglii. W Kanadzie tego nie mógł robić, więc używał podwójnej papeterii. Nigdy też nie zajął miejsca po ojcu w Izbie Gmin, ale był kawalerem Orderu Imperium Brytyjskiego.
Podobnie jak ojciec, Kenneth był człowiekiem niezwykle skromnym, pracowitym, a pieniądze nie przewróciły mu w głowie. Garnitury nie musiały być na miarę, widywano go w zniszczonych butach, sam wyprowadzał psy na spacer. Zapisał się w pamięci potomnych wyjątkową u bogaczy uprzejmością i cierpliwością dla każdego, nawet dla zupełnie obcych. Regularnie odwiedzał torontońskie schronisko dla zwierząt, aby pomagać w opiece nad psami.

## Filantropia
Przez ostatnie lata życia Kenneth Thomson dał się poznać jako koneser i kolekcjoner dzieł sztuki, będąc przy okazji jednym z największych dobroczyńców Art Gallery of Ontario. W 2002 zapłacił rekordową cenę za dzieło Kanadyjczyka Paula Kane’a. Zakupił też na aukcji Masakrę niewiniątek Rubensa za 77 mln dolarów. Będąc już na emeryturze podarował blisko 2 tysiące dzieł sztuki (włącznie z Masakrą) na rzecz Art Gallery of Ontario, ogólnej wartości 300 mln dol. Mało kto na świecie może poszczycić się podobnymi zbiorami i podobnym gestem.
Z drugiej strony był wyjątkowo oszczędny, potrafił iść przecznicę dalej, aby zaoszczędzić 10 centów na zakupach.

## Spuścizna
W 2006 najbogatszy od lat człowiek w Kanadzie zmarł na atak serca tuż po przyjściu do pracy w swoim torontońskim biurze. Miał 83 lata. Kiedy przejmował firmę po ojcu w 1976 roku, była warta około pół miliona. Po jego śmierci wyceniono ją na prawie 30 mld. Zatrudniała 39 tysięcy ludzi w 46 krajach. Był dziewiątym najbogatszym na świecie. Jego życiorys to nieustanne mnożenie kapitału, rozszerzanie zasięgu firmy i potwierdzenie starego banału, że pieniądz robi pieniądz. Jego sukces uzmysławiał, że media to jeden z najbardziej dochodowych biznesów.
Saga rodu Thomsonów to ciągle otwarta księga. Thomsonowie jako rodzina od dziesięcioleci pozostają najbogatszym rodem w Kanadzie. Dzisiaj firmą, która po fuzji z Reutersem nosi nazwę Thomson Reuters rządzi syn Kennetha – David Thomson.